# Província de Médiouna
La província de Médiouna (en àrab إقليم مديونة, iqlīm Madyūna; en amazic ⵜⴰⵙⴳⴰ ⵏ ⵎⴷⵢⵓⵏⴰ) és una de les províncies del Marroc, fins 2015 part de la regió de Gran Casablanca i actualment de la de Casablanca-Settat. Té una superfície de 234 km² i 122.851 habitants censats en 2004. La capital és Médiouna.

## Demografia
| 62.609                                     | 122.851 | 143.490 |
| 1994, 2004 : cens oficial ; 2007 : càlcul. |         |         |

## Divisió administrativa
La província de Médiouna consta de 2 municipis i 3 comunes:
| Municipis               | Població en 1994 | Població en 2004 |
| ----------------------- | ---------------- | ---------------- |
| El Majjatia Oulad Taleb | 16.182           | 23.322           |
| Lahraouyine             | 16.135           | 52.862           |
| Sidi Hajjaj Oued Hassar | 12.820           | 20.245           |
| Médiouna                | 11.661           | 14.712           |
| Tit Mellil              | 5.796            | 11.710           |